# Achille Castiglioni
Achille Castiglioni, född 16 februari 1918 i Milano, död där 2 december 2003, var en italiensk arkitekt och industridesigner.
Achille Castiglioni arbetade för Alessi, Flos, Knoll och Zanotta. Han är mest känd för sin traktorpall Mezzadro från 1955 för Zanotta och Arco-lampan från 1962 för Flos. Andra produkter av Castiglioni är cykelsadeln Sella från 1957, bordslampan Snoopy från 1967 och knäpallen Primate från 1970. Under 1980-talet var han professor i arkitektur och design i Milano. Castiglioni blev 1986 honorary Royal Designer for Industry.

## Arkitekturprojekt
- 1938 École primaire, de Lierna Lac de Côme[16]
- Urbanismprojekt från 1950 i Lierna Lake Côme
- 1952 Lierna stadshus, Lierna Lac de Côme